# 小行星2208
小行星2208（2208 Pushkin）是一颗围绕太阳公转的小行星。1977年8月22日，尼古拉·切爾尼赫在克里米亚发现了此天体。
該小行星以俄羅斯詩人亞歷山大·普希金命名。
这颗小行星的绝对星等为5.623215502405764等。